# Buró Organizativo del Comité Central del Partido Comunista de la Unión Soviética
Orgburó es la contracción del término inglés Organizational Bureau, derivado a su vez del ruso организационное бюро, en castellano Oficina Organizacional. Dentro de la jerarquía del antiguo Partido Comunista de la Unión Soviética era un subcomité del Politburó, creado para tomar las decisiones concernientes a la organización del trabajo en la ex Unión Soviética. Existió entre 1919 y 1952, cuando fue abolido y sus funciones transferidas al Secretariado del partido.

## Función del Orgburó
El Orgburó era el segundo comité en la jerarquía del Comité Central del partido, creado para establecer la organización laboral en la Unión Soviética. El Orgburó supervisaba el trabajo de los comités locales del partido y tenía atribuciones para seleccionar y asignar cargos a miembros del Partido Comunista en donde se estimaran necesarios. Las funciones del Orgburó y del Politburó  estaban frecuentemente relacionadas, aunque las decisiones finales eran tomadas por este último estamento. Mientras el Politburó se preocupaba esencialmente de la planificación estratégica, de la supervisión de los ciudadanos y del estado del país, el Orgburó se encargaba de la adecuada distribución de la fuerza laboral al servicio del Estado.

## Elección de los funcionarios
El Orgburó, que era supervisado por una de las secretarías del Comité Central, se elegía de manera similar que el Politburó y el Secretariado, a través de los plenos del Comité Central. El primer Orgburo que constaba de tres miembros, fue elegido el 16 de enero de 1919 en la reunión del Comité Central de ese año. Esta situación fue modificada poco después, sin embargo, en el Octavo Congreso del partido, entre el 8 y el 23 de marzo de 1919, cuando se hicieron enmiendas en los cargos del Politburó, el Orgburo y el Secretariado. Así, el pleno del Comité Central designó esta vez a cinco miembros para el Orgburo el 25 de marzo de 1919. Si bien algunas figuras de primer orden en el partido fueron a la vez miembros del Orgburó y del Politburó (Stalin y Mólotov entre otros), habitualmente los miembros del Orgburó eran miembros del partido de menor importancia en relación con aquellos electos al Politburó y al Secretariado.